# 神前神社 (伊勢市)
神前神社（こうざきじんじゃ）は、伊勢神宮皇大神宮（内宮）の摂社。内宮の摂社27社のうち第18位である。本項目では、神前神社と同座する、内宮末社の許母利神社（こもりじんじゃ）・荒前神社（あらさきじんじゃ）についても記述する。
3社とも地域の海岸の守護神であり、山頂に鎮座する。旧社地に比べて内陸寄りに鎮座しているが、境内には波の音が響いている。

## 概要
ここでは、3社共通事項について記述する。
三重県伊勢市二見町松下にある、小井戸口山（こいどぐちやま）の山頂に鎮座する。山は神崎海岸（こうざきかいがん）の南に位置する。この海岸では贄海神事（にえうみのしんじ）と呼ばれる、天照大神に奉る神饌を採る神事が行われていた。社地の面積は1反8畝3歩（≒1,795m2）。

## 神前神社
祭神は荒前比賣命（あらさきひめのみこと）。鎮座地の二見町松下の海岸鎮守の神である。同座する荒崎神社や、鳥羽市にある豊受大神宮（外宮）末社の赤崎神社にも祀られる女神で、倭姫命が恐縮したとされる。建速須佐之男命（たけはやすさのおのみこと）の子で、瀬織津姫（せおりつひめ）の妹である。

## 許母利神社
許母利神社は内宮の末社16社のうち、第5位である。正殿は中絶し、神前神社と同座する。社名の許母利（＝子守り）から、子授け、安産、子の成長などの祈願が行われてきた。
祭神は粟嶋神御魂（あわしまのかみのみたま）。荒前比賣命と同じく、二見町松下の海岸の鎮守神である。少名毘古那神（すくなびこなのかみ）と同じ神とされ、荒ぶる荒前比賣命を抑制するために祀られたと考えられる。

## 荒前神社
荒前神社は内宮の末社16社のうち、第12位である。正殿は中絶している。
祭神は神前神社と同じく、荒前比賣命。

## 歴史
伊勢神宮の摂社の定義より『延喜式神名帳』成立、すなわち延長5年（927年）以前に創建された。伝承では、倭姫命が二見を巡幸中、江神社を定めた後に荒前比賣命が倭姫命を出迎えたため、神前神社が定められたという。本来の社地は海辺に位置したが、浸水等により失われたため、小井戸口山に移った。小井戸口山山頂に移った明治期まで、交通不便な地であったことから、移転を繰り返していた。

## 交通
国道42号の伊勢市二見町松下にある日の出橋東交差点から東進し砂利道・土道を通り、石段を登った先に鎮座する。石段の段数は約280段である。神宮125社の中では、鴨神社に次ぐ難所と言われる。
公共交通
- JR参宮線松下駅より参道口（石段手前）まで徒歩約18分（約1.5km）。
- 三重交通バス夫婦岩東口バス停より参道口（石段手前）まで徒歩約11分（約900m）。

自家用車
- 伊勢二見鳥羽ライン二見JCTより国道42号を経由、約16分（約4.2km）。付近に駐車場はない。